# Peng Liyuan
Peng Liyuan (født 20. november 1962) er en kinesisk sanger, der er gift med den nuværende kinesiske præsident Xi Jinping. Peng kaldes den kinesiske førstedame af kinesiske medier.
Peng Liyuan er født i Yuncheng Shandong-provinsen. Peng blev medlem af Folkets Befrielseshær i 1980 som menig soldat. På grund af sit sangtalent har Peng været på turnéer blandt frontlinjesoldater for at øge troppernes moral under de kinesisk-vietnamesiske grænsekonflikter.  Efterhånden steg hun til rang af generalmajor.
I januar 2010 røbede David Bowie, hvilken musik han havde lyttet mest til den sidste måned. Det ene musikstykke var Pengs Embroidering Pouch, der blev spillet meget i Kina.  Et ubemandet kinesisk rumskib, som i 2014 gik omkring Månen, medbragte et udvalg af kinesisk musik, deriblandt en sang af Peng, kaldt I håbets eng. 